# Marcha (militar)

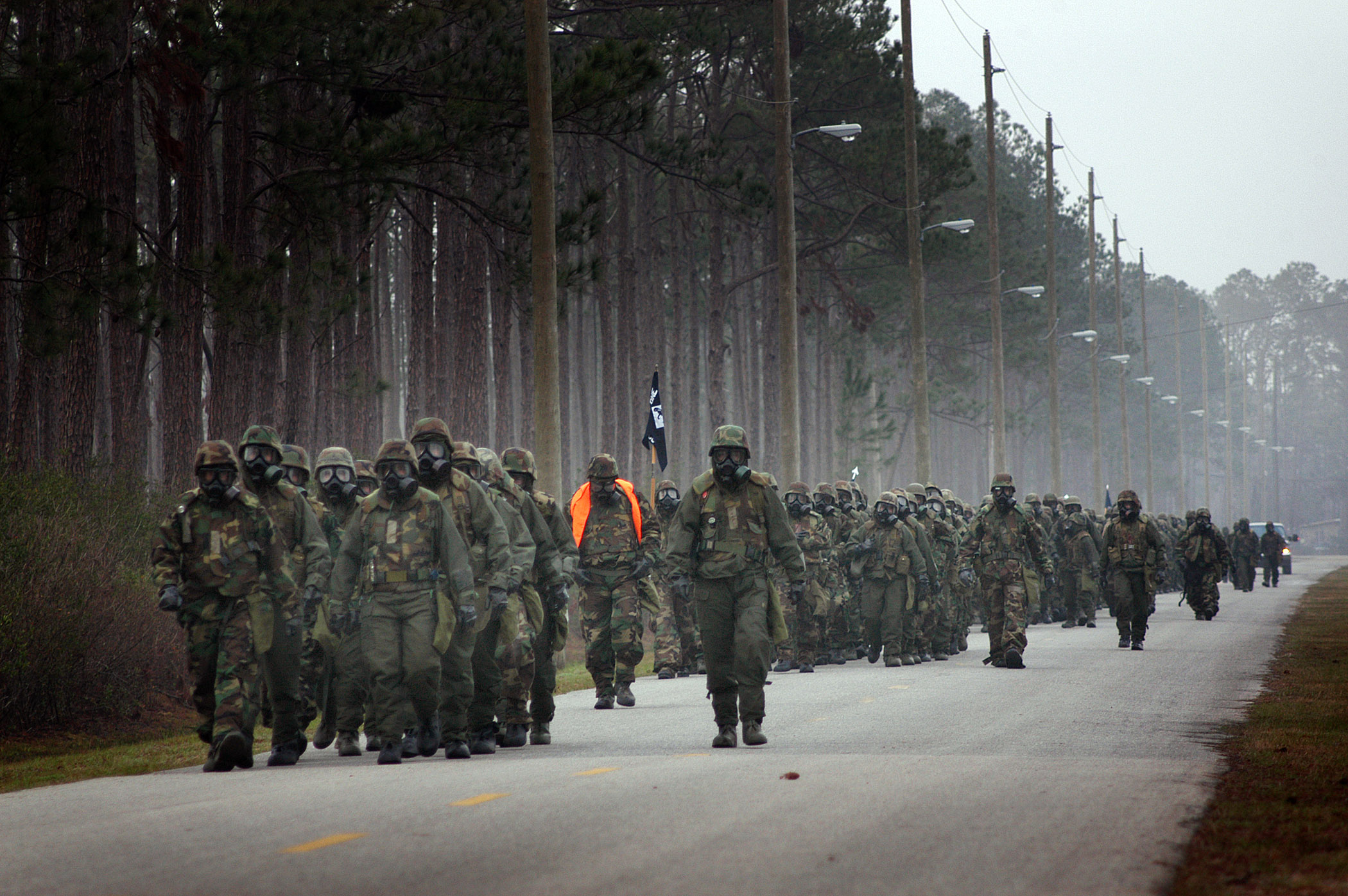
Marcha del batallón de Construcción Naval NMCB-1

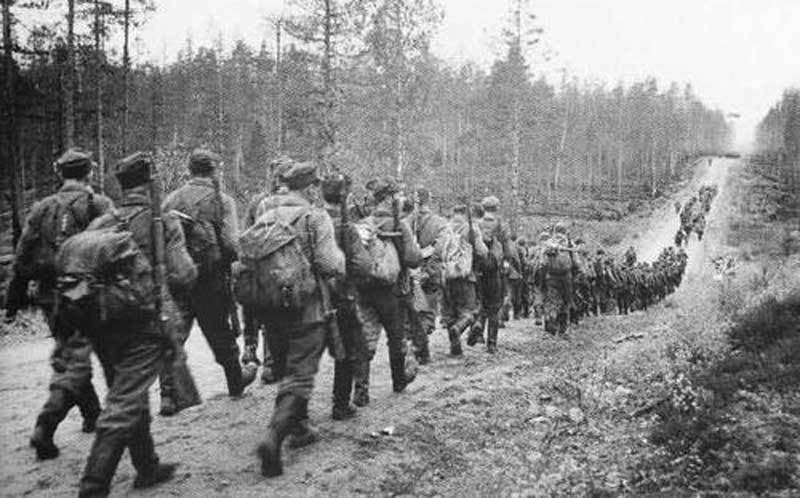
Marcha del ejército finlandés

Se denomina marcha al movimiento que hacen las tropas para trasladarse de un lugar a otro. 
Se distinguen los siguientes tipos de marcha:
- Marcha a retaguardia. La que ejecuta una tropa o ejército en una dirección opuesta a la del frente que tenía antes de emprender este movimiento.
- Marcha concéntrica. La que se verifica por tropas procedentes de diversos puntos con dirección a uno solo en que han de reunirse.
- Marcha de ataque. La que se ejecuta con el objetivo de acercarse al enemigo y atacarle.
- Marcha de camino. La que verifica un cuerpo de tropas en tiempo de paz sin observar el orden riguroso necesario para hallarse en actitud de maniobrar y solo con el que se requiere para la mayor comodidad.
- Marcha de flanco. La que verifica un ejército o tropa por uno de sus costados, considerado este con respecto al frente que tenía antes de emprender el movimiento y al cual debe por lo regular retirarse una vez acabado este.
- Marcha de frente. La que ejecuta un ejército o tropa para avanzar sobre el frente que tenía antes de emprender el movimiento.
- Marcha de maniobra. La que se ejecuta en la esfera de actividad del enemigo y conservando la actitud y táctica necesaria para ejecutar los despliegues y maniobras que requiere el caso.
- Marcha diagonal. La que se efectúa individualmente en la infantería, ejecutando cada hombre una parte del giro a la mano que se manda y marchando enseguida en la nueva dirección que resulte.
- Marcha directa. La que se ejecuta de frente, hacia adelante.
- Marcha en retirada. La que se ejecuta en dirección opuesta a la que lleva el enemigo.
- Marcha oblicua individual. Es en la caballería, lo que en la infantería la marcha diagonal.